# حمام بلداجی
حمام بلداجی مربوط به دوره قاجار است و در استان چهارمحال و بختیاری، شهرستان بروجن، بخش بلداجی، شهر بلداجی، میدان انقلاب، خیابان امام حسین واقع شده و این اثر در تاریخ ۱۷ اسفند ۱۳۸۱ با شمارهٔ ثبت ۷۶۶۱ به‌عنوان یکی از آثار ملی ایران به ثبت رسیده است.